# Colònia de Porto-Novo
La colònia de Porto-Novo fou una colònia francesa al modern Benín, formada per Cotonou (cedit el 1878), Popos(protectorat el 19 de juliol de 1883), Ouidah (annexionat el 1882) i altres territoris sota domini directe francès i pel protectorat de Porto-Novo. Va durar exactament un any del 22 de juny de 1893 al 22 de juny de 1894. Va substituir als Establiments Francesos del Golf de Benín (1886-1893) i va ser substituïda per la colònia de Dahomey.